# Silvio Paiva
Silvio Paiva, född den 13 november 1958 i São Paulo, Brasilien, är en brasiliansk fotbollsspelare som tog OS-silver i fotbollsturneringen vid de olympiska sommarspelen 1984 i Los Angeles.